# Попельнянский карьер
Попельнянский карьер (укр. Попільнянський кар'єр) — промышленное предприятие, расположенное между посёлком Попельня и селом Миролюбовка Попельнянского района Житомирской области.

## История
Попельнянский гранитный карьер был создан в соответствии с пятым пятилетним планом развития народного хозяйства СССР и введён в эксплуатацию в 1953 году, основной продукцией карьера являлся щебень.
В годы восьмой пятилетки (1966—1970 гг.) объёмы производства были увеличены в два раза.
В 1981 году для рабочих карьера в Попельне были построены жилые многоквартирные дома.
После провозглашения независимости Украины государственное предприятие было преобразовано в открытое акционерное общество.
В июне 1999 года Кабинет министров Украины передал карьер в коммунальную собственность Житомирской области.
В начале 2006 года карьер перешёл в собственность польской компании «СRH Poland B.V.» (дочернего предприятия ирландской холдинговой компании «Cement Roadstone Holdings»).
Начавшийся в 2008 году экономический кризис и последовавшее уменьшение объёмов строительства привели к снижению объёмов производства и реализации продукции, однако карьер остался одним из крупнейших предприятий района.

## Современное состояние
Карьер производит нерудные строительные материалы: в основном гранитный щебень и бутовый камень.